# Ruptly

Logo

Ruptly ist eine im staatlichen russischen Auftrag agierende internationale Nachrichtenagentur mit Hauptsitz in Berlin. Das Unternehmen gehört zum Netzwerk des russischen Propagandasender RT, einem Tochterunternehmen des staatlichen russischen Medienbetriebs Rossija Sewodnja unter Dmitri Konstantinowitsch Kisseljow.

## Geschichte
Ruptly firmiert seit Juli 2012 in Berlin als GmbH (HRB 140522 B) im deutschen Handelsregister. Seit Dezember 2012 hat sie, als Tochterfirma, gemeinsam mit einer Filiale des staatlichen russischen Fernsehsenders Russia Today (RT) Räume in der Lennéstraße 1 zwischen dem Potsdamer Platz und dem Denkmal für die ermordeten Juden Europas in Berlin-Tiergarten. Ruptly nahm am 4. April 2013 den Betrieb auf. Am 9. Dezember 2013 wurde Ruptly Teil der russischen Nachrichtenagentur Rossija Sewodnja, die durch den Zusammenschluss der Propagandasender Stimme Russlands und RIA Novosti entstand. Vor dem Umzug nach Berlin-Adlershof war der Hauptsitz von RT Deutsch im Haus Lennéstraße 1.
Nach dem russischen Überfall auf die Ukraine Ende Februar 2022 verließen viele leitende Mitarbeiter Ruptly. Trotz Verboten anderer russischer Propagandasender nach Kriegsbeginn war Ruptly zunächst weiterhin in Berlin aktiv.
2024 wurde ein Insolvenzverfahren gegen Ruptly eröffnet; das Unternehmen operiert gegenwärtig als Viory von Abu Dhabi aus.

## Organisation
Ruptly verfügte 2013 über weltweit 25 Büros mit freien Mitarbeitern unter anderem in Washington, D.C., Damaskus, London, Madrid, Gaza und Kairo. Am Berliner Unternehmenssitz arbeiteten 2014 etwa 110 Angestellte auf drei Stockwerke verteilt; angesichts des russischen Kriegs gegen die Ukraine verließ bis Mitte März 2022 eine zweistellige Anzahl von Mitarbeitern aller Ebenen die Firma. Direktorin ist Dinara Toktosunova. Chefredakteur war von 2012 bis 2014 Iwan Radionow.

## Geschäftsmodell
Ruptly sieht sich als ein alternatives Angebot zu den etablierten (angeblich angelsächsisch geprägten) Nachrichtenagenturen wie etwa Reuters TV und der Associated Press Television News. Auf der Blogging-Plattform Tumblr stellte sie sich folgendermaßen vor: „Die derzeitige Medienlandschaft pulsiert, der Informationsfluss scheint unbegrenzt. Aber die, die den Bereich von innen kennen, sehen Lücken im existenten Angebot von Video-Nachrichten-Agenturen und Massenmedien. Wir wollen diese Lücken ausfüllen, Licht ins Dunkel bringen, ein Sprachrohr für Ungehörte sein, das zeigen was normalerweise ignoriert wird.“
Der russische Generalstabschef Waleri Wassiljewitsch Gerassimow schrieb im Februar 2013 in einem Essay für die Wochenzeitung Woenno-Promyschlennyi Kur’er („Militärisch-Industrieller Kurier“): „Kriege werden nicht mehr erklärt, und wenn sie einmal begonnen haben, verlaufen sie nach einem ungewohnten Muster.“ Nicht-militärische Mittel seien bedeutender denn je, in bestimmten Fällen sogar bedeutender als Waffen. Als nicht-militärische Mittel nennt Gerassimow explizit die Kommunikation. Kriege gewinne nicht, wer mehr Waffen besitzt. Kriege gewinne, wer die Informationen steuert. Dementsprechend führe „Russia Today“ einen Informationskrieg gegen die ganze westliche Welt, wie Chefredakteurin Margarita Simonjan 2012 in einem Interview mit der russischen Zeitung Kommersant erklärte. Sputnik und Ruptly ergänzen dieses „Angebot“. In diesem Zusammenhang stehen Drohungen der russischen Regierung, als „Retourkutsche“ den Sender Deutsche Welle als „Ausländischen Agenten“ einzustufen. Die Sprecherin des russischen Außenministeriums Marija Sacharowa 2019 wörtlich: „Vor kurzem wurden Konten des Fernsehsenders Russia Today in Deutschland gesperrt – dafür, dass er über Geschehnisse ausgewogen berichtet. Können Sie sich das vorstellen? Wir handeln aber schon seit langem nach dem Prinzip der Reziprozität und des spiegelbildlichen Vorgehens, was die Arbeit von Journalisten betrifft, sowohl unseren Journalisten dort als auch deren Journalisten hier bei uns […] Die Berliner Sparkasse hat drei in Deutschland tätigen Unternehmen des Kanals RT eine Benachrichtigung über die Schließung von Bankkonten innerhalb von zwei Monaten geschickt, ohne Angabe von Gründen. Es handelt sich um Ruptly, Redfish und Maffick Media. Auch einige andere deutsche Banken haben diesen Unternehmen Dienstleistungen versagt.“
Die Agentur bietet Fernsehsendern Filmmaterial als Live-Streams oder Video-on-Demand an.

## Ausrichtung
Die Tochterunternehmen Redfish und Maffick sind im Handelsregister als GmbH mit identischer Geschäftsführung eingetragen. In the Now ist ein Tochterkanal mit internationaler Zielgruppe, mit Followern bei Facebook, YouTube und Twitter. Wie bereits bei RIA Novosti kritisiert, nimmt Ruptly überwiegend pro-russische Positionen ein, weshalb ihm Beobachter Desinformation Propaganda und Unterstützung politischer und wirtschaftlicher Interessendurchsetzung Russlands vorhalten und an der Wahrhaftigkeit des Formats zweifeln. So spreche die Agentur zwar auch kontroverse Themen wie den Umgang mit Homosexualität in Russland an, positioniere sich aber eindeutig zu außenpolitischen Angelegenheiten wie dem Bürgerkrieg in Syrien und der russischen Krieg in der Ukraine sowie der Außenwahrnehmung der Russischen Streitkräfte im Sinne von Präsident Wladimir Putin. Iwan Rodionow, der regelmäßig in deutschen Medien auftritt, wird als sehr Kreml-nah wahrgenommen. Nach Ansicht des Journalisten Thomas Franke werde systematisch an einer „Parallelrealität“ gearbeitet.
Mit eher harmlos erscheinendem „Grassroots“-Etikett besteht die Aufgabe von In the Now darin, mit verdeckten Desinformations-Kampagnen Links-von-der-Mitte-Medien zu infiltrieren und dabei ihre enge Verbindung zur russischen Regierung streng zu verschleiern. „Unsere Zielgruppe ist jeder, der eine Mainstream-Medienindustrie satt hat, die eine der sozial exklusivsten Industrien der Welt ist und Journalisten beschäftigt, die oft eine größere Verbindung zu den Machthabern haben, die sie herausfordern und zur Rechenschaft ziehen sollen, als zu den Massen von Menschen, denen unser Beruf dienen soll“, heißt es von Redfish. Die unterschwellige Botschaft lautet: Der Westen ist weder golden noch demokratisch.  In einem Gemisch von Fakten und Fiktion geht es ausschließlich um außerrussische Missstände, Fälle wie Natalja Estemirowa, Anna Politkowskaja, Sergei Magnitski und Boris Nemzow oder die Verschmutzung des Baikalsees bleiben unerwähnt. Der Vorsitzende des Deutschen Journalisten-Verbandes (DJV), Frank Überall, sagt dazu: „Hier wird mit billiger Polemik gegen Journalistinnen und Journalisten das Vorurteil geschürt, die Medien seien der verlängerte Arm der Staatsgewalt. Welch ein Unsinn!“
Ruptly habe zudem laut Journalisten der Zeitschrift Der Spiegel (Holger Stark u. a.) aus dem Jahr 2014 keine Berührungsängste mit ausgewiesenen Rechtsextremisten wie dem Holocaustleugner Nick Griffin, Vorsitzender der British National Party, und Olaf Rose, Vorstandsmitglied der NPD. Ruptly bot auch dem Chefredakteur der rechtsextremen Zeitschrift Zuerst!, Manuel Ochsenreiter, eine Plattform.